# Hombre sentado
Hombre sentado es una pintura al óleo sobre cartón ondulado realizada por Pablo Picasso en 1969 y que actualmente forma parte de la colección permanente del Museo Picasso de Barcelona. Se muestra en la sala 16 del museo. La obra ingresó en el museo en 1977 con el código de registro MPB 112.867, gracias a una donación de Pablo Vilató.

## Descripción
En los últimos años de su vida, Picasso sorprende de nuevo con una renovación estética y formal, poco
comprendida en su momento. Dentro de la obra tardía, se encuentra la renovación definitiva, en la que Picasso se libera de todo saber, de toda técnica, y regresa a lo natural, a la espontaneidad, a la infancia del arte, a una pintura primaria e inmediata; es decir, una pintura sin trabas ni reglas, que es la expresión de su prodigiosa energía.
Hombre sentado es un claro exponente de esta pintura de transgresión, que se conoce como periodo de Aviñón, con motivo de las dos grandes exposiciones que tienen lugar en el Palacio de los Papas (1970 y 1973). En ella, Picasso ofrece una serie de arquetipos, uno de los cuales es el ser híbrido que protagoniza este óleo, en el que lo humano y la animalidad más ruda se funden. De la mezcla sale un personaje intrigante, con aspecto de mosquetero-caballero, que el artista describe con vehemencia, con contrastes de colores bien compartimentados y contornos negros, mostrando la materialidad de la pintura, con trazos gruesos y burdos y zonas embadurnadas.
Para elaborar el rostro, Picasso vuelve a la máscara, símbolo y fetiche. Los rasgos faciales son de animal, pero el peinado, el portentoso bigote y la perilla son referencias directas a los señores del Siglo de Oro español. La obra evidencia el deseo de expresar un universo obsesivo y fantástico a través de una estética primaria y brutal, y con un grafismo característico de este último periodo, como las manos en forma de abanico, que muestra siempre de cara.
Otra obra de esta última época con representación de figuras abarrocadas o de inspiración velazqueña es el dibujo con rotulador y gouache que hizo Picasso pocos meses antes de su muerte: Cuatro personajes o La conversación (1972, MPB 113.024).
En 1987, Pablo Vilató Ruiz —sobrino del artista, hijo de su hermana Lola— hizo donación al museo de dos telas del periodo de Aviñón: esta obra, Hombre sentado (1969), y también Busto de mujer (1970, MPB 112.866).